# 广东流行音乐
廣東流行音樂，是指在改革开放后的某段时间在廣東省所出现的流行音樂，当时曾一度風靡中國大陸，吸引全國各地的音樂人到廣東創作。
當年的廣東歌手分成兩派，一派唱粵語歌，一派唱國語歌。

## 特色
廣東流行歌曲融合了台灣的演唱風格與地方特色，演唱人形象年輕清新，歌曲節奏輕快。曾一度在國內受到熱烈歡迎。

## 歷史
- 1977年，廣東第一支輕音樂樂隊紫羅蘭樂隊誕生，由後來的廣東著名填詞人畢曉世領航，歌曲有《送你一支玫瑰花》、《藍色的愛情》等，標誌着廣東樂壇的誕生。
- 1979年，廣東太平洋影音公司成立，是中國大陸最早實施包裝歌手的音像製品公司。該公司成功的歌手有朱曉琳，沈小岑，著名曲目有《媽媽的吻》、《請到天涯海角來》。
- 1980年，廣州東方賓館開辦了全國第一個音樂茶座。
- 1985年冬，第一屆“紅棉盃”新歌新風新人大獎賽舉行，發掘了一批年輕的音樂創作人解承強、及歌手如冠军刘欣如、李海鷹，呂念祖、唐彪。陳小奇、
- 1986年，廣東舉辦首屆演唱會“讓世界充滿愛”，不少歌手集體亮相。
- 1990年代初，廣東樂壇崛起走入全盛時期。由解承強創作朱哲琴演唱的《一個真實的故事》、李海鷹創作的《彎彎的月亮》本由陳汝佳演唱，後由劉歡傳唱而紅遍大江南北，後來呂方購入了海外版權，並演唱其粵語版本。另外，由陳小奇創作，毛寧演唱的《濤聲依舊》等亦紅遍千家萬戶。
- 1997年開始，大陸地區盜版活動興盛，仍然創作出少許作品。此外，最主要的是：廣東流行音樂沒有發展出自有的粵語歌曲，因而在廣東這個粵語地方沒有根基，是衰敗的主要原因。及後音樂人才北上，在青黃不接的情況下，廣東流行音樂慢慢式微。[原創研究？]
- 21世紀，廣東音樂圈仍有國語歌及粵語歌的創作[1][2][3]。2000年代由廣東唱片公司發行的歌曲中，代表作有網絡歌手香香的《猪之歌》及翻唱版本《老鼠爱大米》等。[4]:226-227

## 著名歌手與作品
- 王斯：《信天游》
- 朱曉琳：《媽媽的吻》
- 沈小岑：《請到天涯海角來》
- 毛寧：《濤聲依舊》、《晚秋》、《藍藍的夜藍藍的夢》
- 楊鈺瑩：《風含情水含笑》、《輕輕地告訴你》、《茶山情歌》、《等你一萬年》、《桃花運》、《我不想說》、《心雨》（與毛寧合唱，李宗盛詞曲）
- 陳明：《快樂老家》、《寂寞让我如此美丽》
- 林依倫：《愛情鳥》
- 李春波：《小芳》、《一封家書》
- 火風：《大花橋》
- 陳汝佳：《愿你把心留》、《彎彎的月亮》[3]
- 廖雋嘉：《等等等等》
- 李達成：《落雨大》
- 高林生：《牵挂你的人是我》
- 甘萍：《大哥你好吗》、《三个和尚》
- 吴琼：《潮湿的心》
- 光头李进：《你在他乡还好吗》
- 陈少华：《九月九的酒》、《九九女儿红》
- 韩晓：《我想去桂林》、《大头皮鞋》
- 肖淑萍[5]
- 王建业[5]
- 谢若琳[5]
- 张燕妮[5]
- 曾咏贤[5]

## 教育
位於廣州的星海音樂學院是華南地區歷史悠久的音樂專業高等院校，其在1993年設立社會音樂系，最初開辦流行音樂演唱專業的課程，2006年該系的流行音樂演唱專業與電子鍵盤演奏專業合併為流行音樂系，2017年成立流行音樂學院。
2004年廣東文藝職業學院設立流行音樂系。